# Route der Industriekultur – Chemie, Glas und Energie

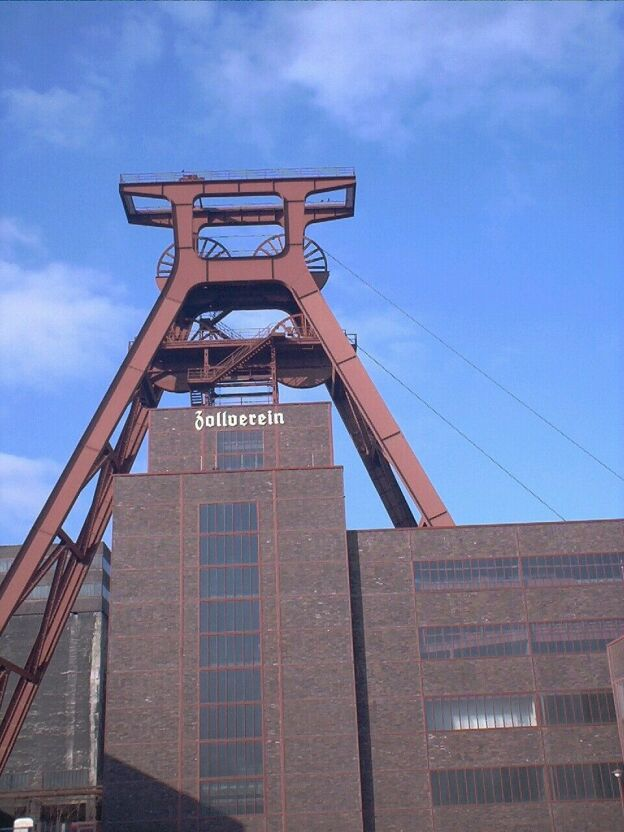
Zentraler Schacht 12 der Zeche Zollverein

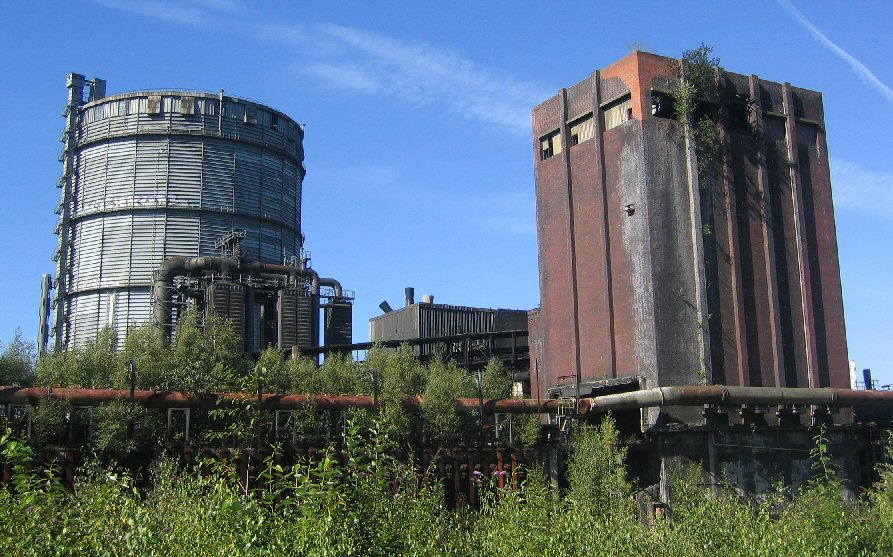
Industriedenkmal Kokerei Hansa

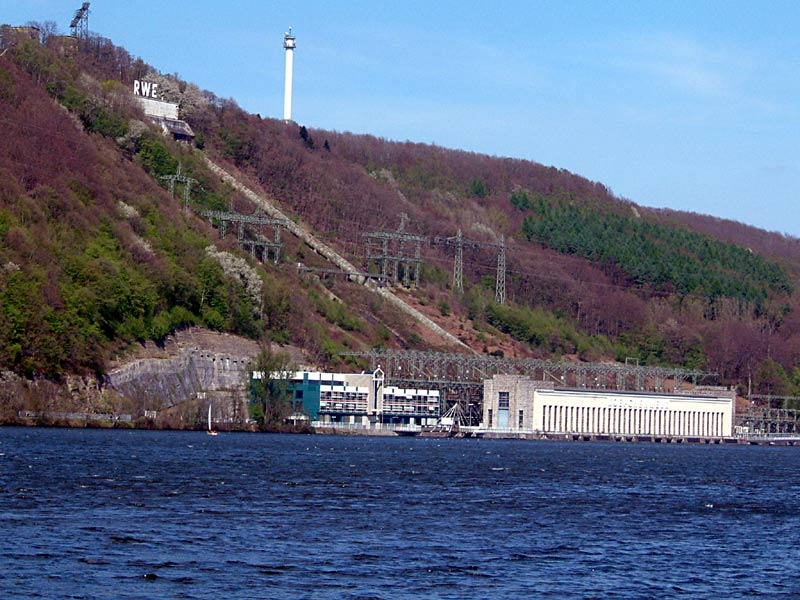
Das Koepchenwerk am Hengsteysee.

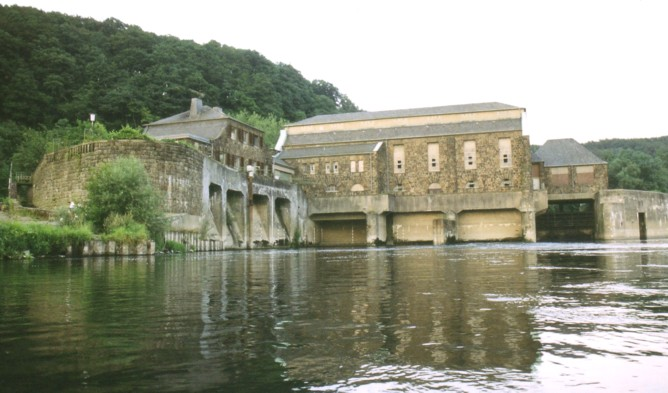
Laufwasserkraftwerk Witten-Hohenstein.

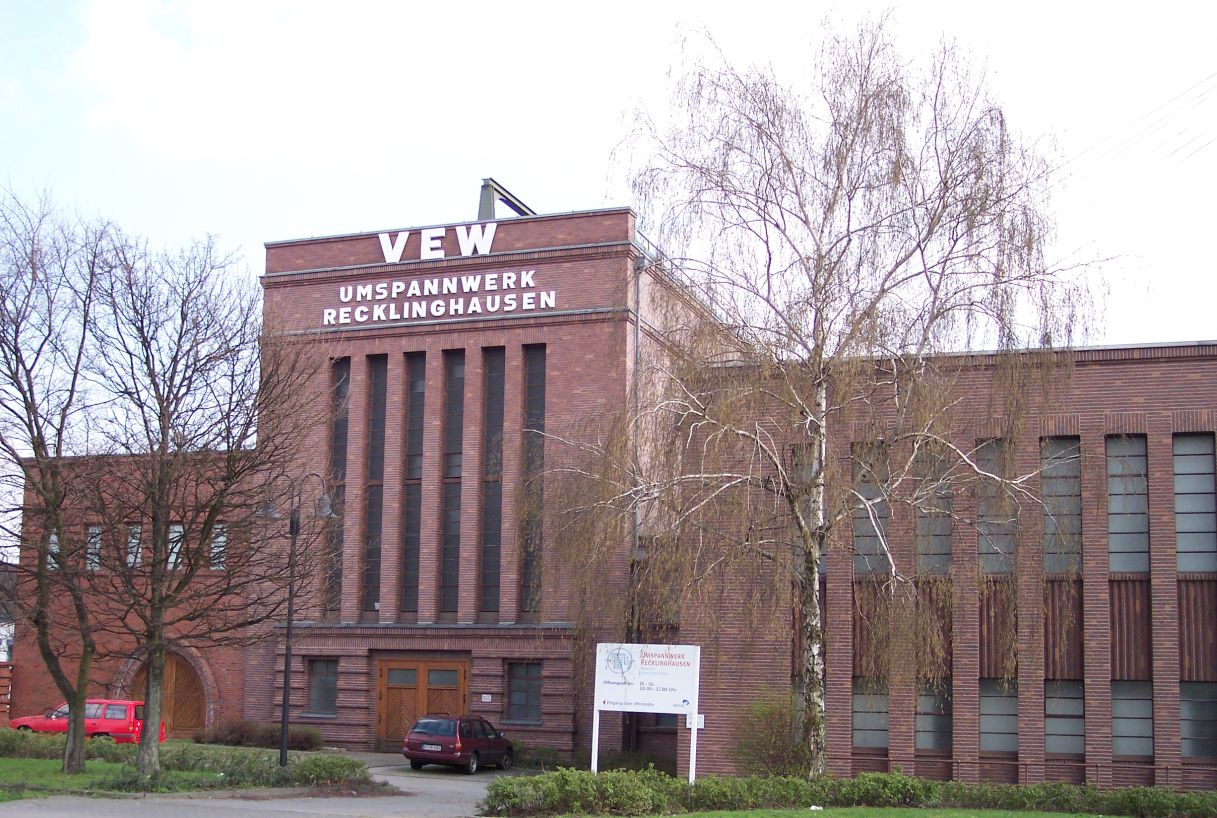
Umspannwerk Recklinghausen.

Route der Industriekultur – Chemie Glas und Energie heißt die 18. von insgesamt 32 Themenstrecken der Route der Industriekultur. Es geht um die Energiegewinnung mittels Kohle-, Gas- oder Wasserkraftwerken, die Energieverteilung und die Glas- und Chemieindustrie, die sich vor allem im Norden des Ruhrgebiets befindet. Die Attraktionen zeigen mit den Kokereien und Gasometern auch die Verbundwirtschaft auf.
Mitte 2010 und Ende 2011 stellte der Regionalverband Ruhr die Route um, die Veränderungen sind kursiv gekennzeichnet.
- Chemiepark Marl (Ankerpunkt der Route)
- Ruhr Oel GmbH
- Phenolchemie
- Sachtleben Chemie
- Grillo-Werke AG
- Momentive / Rütgers
- Ruhrchemie
- Gasometer Oberhausen
- Welterbe Zeche Zollverein XII und Kokerei Zollverein
- gaseum – Erlebniswelt Gas (seit 2014 nicht mehr aufgeführt)
- Kokerei Prosper
- Rütgers
- Kokerei Hansa
- Hoesch-Gasometer
- Evonik / Cremer Oleo, Werk Witten (2013 umbenannt)
- Otto Schott – Familiengrab im Lutherpark nordöstlich des Wittener Rathauses, Erinnerungsstätte an die Familie Schott in Witten
- Solvay
- Pumpspeicherkraftwerk Koepchenwerk
- Energiewirtschaftlicher Wanderweg Herdecke
- Wasserkraftwerk Hohenstein
- Kraftwerk Dortmund (seit 2011 nicht mehr aufgeführt)
- Kraftwerk Knepper (neu 2010) (2023 nicht mehr aufgeführt)
- Kraftwerk Gersteinwerk
- Umspannwerk Recklinghausen (umsortiert)
- Kraftwerk Lünen
- Solarkraftwerk Akademie Mont Cenis
- Kraftwerk Herne
- Solarbunker Gelsenkirchen (neu 2010)
- Halde Hoppenbruch
- Wasserkraftwerk Baldeney
- Wasserkraftwerk Kahlenberg
- Wasserkraftwerk Raffelberg
- Kraftwerk Duisburg-Walsum
- Kraftwerk Voerde
- Transformatorenwerkstatt der RWE (seit 2011 nicht mehr aufgeführt)